# Irina Hakamada
Irina Muțuovna Hakamada (Ири́на Муцу́овна Хакама́да), (n. 13 aprilie 1955) este o politiciană din Rusia, care a candidat la funcția de președinte în Alegerile prezidențiale din Rusia din 2004. Ea este membră a coaliției Drugaia Rossia („Cealaltă Rusie” sau „O altă Rusie”).
Tatăl ei a fost un comunist japonez (Mutsuo Hakamada) care s-a refugiat în URSS în 1939, iar mama ei a fost o învățătoare rusă de origine evreiască.

### În limba engleză
- Biografie — from mosnews.com
- Un candidat la președinție Arhivat în 7 decembrie 2006, la Wayback Machine.

### În limba rusă
- Official site
- Irina Hakamadadespre cartea ei Arhivat în 11 februarie 2007, la Wayback Machine.
- Un capitol din carte Arhivat în 27 iulie 2006, la Wayback Machine.
- Alt capitol din carte Arhivat în 3 martie 2016, la Wayback Machine.
- Irina Hakamada despre luarea de ostatici Arhivat în 2 iunie 2016, la Wayback Machine., interviu cu Anna Politkovskaia
- Alegerile prezidențiale
- Critici Arhivat în 3 martie 2016, la Wayback Machine. de Yulia Latynina
- Răspunsuri la critici Arhivat în 27 noiembrie 2005, la Wayback Machine.
- Interviu - Radio Europa Liberă
- Interviu - Radio Europa Liberă
- Interviu - Radio Europa Liberă